# MS MR

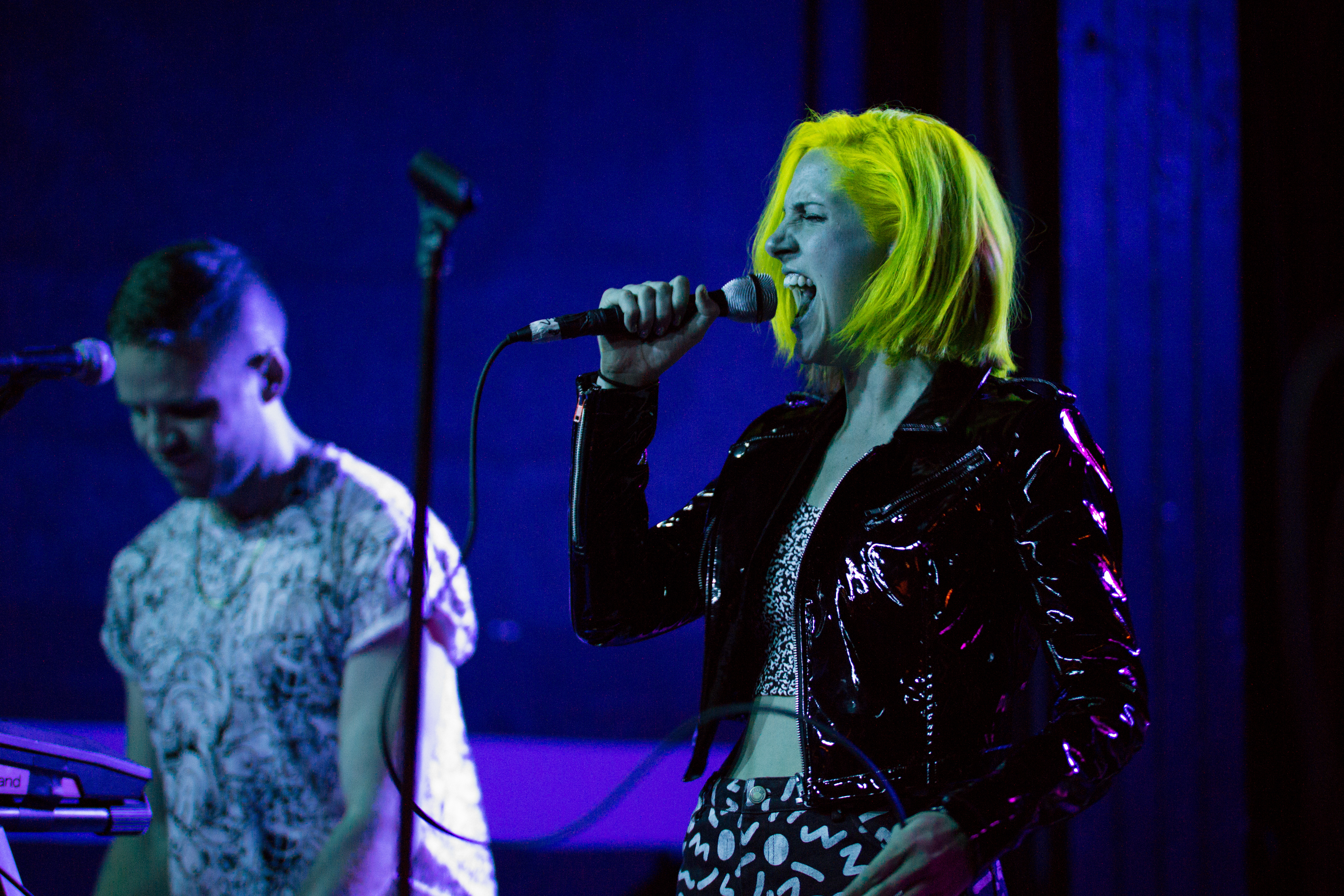
MS MR w 2013

MS MR (wymawiane jako Miss Mister) to amerykański duet wywodzący się z Nowego Jorku, składa się z wokalistki Lizzy Plapinger i producenta Maxa Hershenowa. Plapinger jest również znana za swoją pracę, jako współzałożycielka mieszczącej się w Nowym Jorku/Londynie niezależnej wytwórni Neon Gold Record. Ich muzyka została sklasyfikowana jako indie pop, alternatywny rock, dream pop i dark wave.

## Dyskografia
- Secondhand Rapture (2013)
- How Does It Feel  (2015)